# دوري ساموا لكرة القدم 1980
دوري ساموا لكرة القدم 1980 هو موسم من دوري ساموا لكرة القدم. فاز فيه Vaivase-Tai FC ‏.